# پیتر والنبری
پیتر والنبری (انگلیسی: Peter Wallenberg, Sr.؛ ۲۹ مهٔ ۱۹۲۶ – ۱۹ ژانویهٔ ۲۰۱۵) یک کارآفرین اهل سوئد بود.
وی همچنین برنده جوایزی همچون مدرک افتخاری شده است.